# Бречко, Борис Силович
Борис Силович Бречко (7 декабря 1910 — 8 июля 1987) — советский спортсмен и тренер, трехкратный чемпион СССР по академической гребле (1951, 1952, 1955), заслуженный тренер СССР по академической гребле (1957), мастер спорта СССР по лыжным гонкам (1940).

## Биография
В 1935 году окончил ГДОИФК им. П. Ф. Лесгафта.
Участвовал в финской и Великой Отечественной войне, преподаватель Курсов усовершенствования офицерского состава по физическому образованию, закончил службу подполковником.
Участвовал в Олимпийских играх 1952 года в составе четверки с рулевым.
С 1955 года — старший преподаватель на кафедре лыжного спорта КВИФК им. В.И. Ленина и тренер гребной команды «Красное Знамя». В том же году перевелся в Институт им. П. Ф. Лесгафта. Доцент (1970).
Тренировал сборную команду СССР на Олимпийских играх 1956, 1960 и 1968 годов.

## Ученики
- Лев Королёв
- Олимпийский чемпион Олег Тюрин
- участник Олимпийских игр в Риме Леонид Иванов
- заслуженный тренер СССР Виктор Питиримов
- чемпион СССР Анатолий Фёдоров
- Олег Поликарпов
- В. Панов
- Константин Немчинов
- А. Пушкин

## Награды
- 2 ордена «Знак Почёта» (27.04.1957, за успехи, достигнутые в деле развития массового физкультурного движения в стране, повышения мастерства советских спортсменов, и успешное выступление на международных соревнованиях; 16.09.1960, за успешные выступления в XVII летних и VIII зимних Олимпийских играх 1960 года, а также за выдающиеся спортивные достижения[2])